# 约翰·帕特里克·希金斯
约翰·帕特里克·希金斯（英語：John Patrick Higgins，1893年2月19日—1955年8月2日），是美国的法官，是远东国际军事法庭的审判法官之一。

## 生平
1893年，出生于马萨诸塞州波士顿。
1917年，毕业于哈佛大学，后在海军服役。
1919年，在波士顿大学学习法律。
1927年，获得律师执照。
1937年，任马萨诸塞州最高法院首席法官。
1946年，参与东京审判。6月，辞去审判法官职务。
1955年，去世。